# Changchun (köpinghuvudort i Kina, Heilongjiang Sheng, lat 47,73, long 125,66)
Changchun (kinesiska: 长春, 长春镇) är en köpinghuvudort i Kina. Den ligger i provinsen Heilongjiang, i den nordöstra delen av landet, omkring 230 kilometer norr om provinshuvudstaden Harbin. Antalet invånare är 36 914. Befolkningen består av 18 257 kvinnor och 18 657 män. Barn under 15 år utgör 13,0 %, vuxna 15-64 år 79 %, och äldre över 65 år 6,0 %.
Runt Changchun är det ganska tätbefolkat, med 139 invånare per kvadratkilometer. Changchun är det största samhället i trakten. Trakten runt Changchun består till största delen av jordbruksmark.
Genomsnittlig årsnederbörd är 861 millimeter. Den regnigaste månaden är juli, med i genomsnitt 289 mm nederbörd, och den torraste är januari, med 7 mm nederbörd.